# Piptostigma calophyllum
Piptostigma calophyllum är en kirimojaväxtart som beskrevs av Gottfried Wilhelm Johannes Mildbraed och Friedrich Ludwig Diels. Piptostigma calophyllum ingår i släktet Piptostigma och familjen kirimojaväxter. IUCN kategoriserar arten globalt som sårbar. Inga underarter finns listade i Catalogue of Life.